# طيف راديوي

رسم بياني يوضح الفرق بين الموجات الراديوية المعدلة بتعديل السعة وتعديل التردد.

الطيف الراديوي (بالإنجليزية: Radio spectrum) هو جزء من الطيف الكهرومغناطيسي الذي يتراوح تردده من 8.3 كيلوهرتز إلى 3000 جيجاهرتز (3 تيراهرتز). تُعرف الموجات الكهرومغناطيسية في هذا النطاق الترددي بالموجات الراديوية، والتي تُستخدم على نطاق واسع في التكنولوجيا الحديثة، وخاصة في مجال الاتصالات. ولتجنب التداخل بين المستخدمين المختلفين، فإن توليد ونقل الموجات الراديوية يخضع لتنظيم صارم بموجب القوانين الوطنية، يتم تنسيقه من خلال هيئة دولية هي الاتحاد الدولي للاتصالات (ITU). يقوم الاتحاد الدولي للاتصالات بتخصيص أجزاء مختلفة من الطيف الراديوي لتقنيات وتطبيقات البث الراديوي المتنوعة، حيث يُعرّف لوائح الراديو (RR) الصادرة عن الاتحاد حوالي 40 خدمة اتصالات لاسلكية مختلفة.
في بعض الحالات، يتم بيع أجزاء من الطيف الراديوي أو ترخيصها لمشغلي خدمات البث الراديوي الخاصة (مثل مشغلي الهواتف الخلوية أو محطات البث التلفزيوني). غالباً ما يُشار إلى نطاقات الترددات المخصصة بحسب استخدامها المحدد.
ونظراً لأن الطيف الراديوي يمثل مورداً محدود (أي لا يمكن مثلًا استخدام خطي اتصالات على نفس التردد)، يزداد الطلب عليه من عدد متزايد من المستخدمين، فقد شهد ازدحاماً متزايداً في العقود الأخيرة، مما دفع إلى الحاجة لاستخدامه بكفاءة أعلى، وهو ما يقف وراء الابتكارات الحديثة في مجال الاتصالات «أنظمة الراديو المترابطة»، والطيف المنثور، والنطاق فائق العرض، وإعادة استخدام التردد، والإدارة الديناميكية للطيف، وتجميع الترددات، والراديو الإدراكي.

## تعريف
حدود الترددات في الطيف الراديوي هي مسألة اصطلاحية في الفيزياء وتعتبر إلى حد ما تعسفية. ونظراً لأن الموجات الراديوية تمثل الفئة الأقل تردداً بين الموجات الكهرومغناطيسية، فلا يوجد حد أدنى لتردد الموجات الراديوية. ويعرّف الاتحاد الدولي للاتصالات (ITU) الموجات الراديوية بأنها: «موجات كهرومغناطيسية ذات ترددات أقل اختيارياً من 3000 جـ ه، تنتشر في الفضاء دون دليل صناعي».
من ناحية الترددات العالية، يحده الطيف الراديوي بنطاق الأشعة تحت الحمراء. ويختلف تعريف الحد الفاصل بين الموجات الراديوية والأشعة تحت الحمراء حسب المجالات العلمية المختلفة. يُمكن اعتبار نطاق التيراهرتز (من 300 جـ هز إلى 3 ت هز ) إما موجات صغرى أو أشعة تحت الحمراء. وهو أعلى نطاق يصنفه الاتحاد الدولي للاتصالات ضمن الموجات الراديوية، بينما يعتبره علماء التحليل الطيفي جزءاً من نطاقات الأشعة تحت الحمراء البعيدة والمتوسطة.
نظرًا لكون الترددات موردًا محدودًا، فإن الحدود العملية والاعتبارات الفيزيائية الأساسية للطيف الراديوي - أي الترددات المفيدة للاتصالات اللاسلكية - تتحدد بواسطة قيود تكنولوجية لا يمكن تخطيها. وبالرغم من الازدحام المتزايد في الطيف الراديوي، فلا توجد أي طريقة لإضافة نطاق ترددي إضافي خارج النطاق المستخدم حاليًا. فمن ناحية الترددات المنخفضة، تفرض متطلبات حجم هوائيات الإرسال المتزايدة قيودًا كبيرة، حيث أن الحجم الفعال للهوائي يزداد تناسبيًا مع الطول الموجي أو عكسيًا مع التردد. وتحت تردد 10 ك هز (بطول موجي 30 كم)، تصبح هناك حاجة إلى هوائيات سلكية ضخمة بقطر كيلومترات، مما يجعل استخدام الترددات المنخفضة نادرًا. كما أن انخفاض عرض النطاق الترددي المتاح عند الترددات المنخفضة يحد من معدل نقل البيانات. وتحت 30 ك ه، يصبح تعديل الصوت غير عملي، ولا يُستخدم سوى اتصالات البيانات البطيئة جدًا. أما أدنى تردد تم استخدامه عمليًا فهو حوالي 80 هرتز في أنظمة اتصالات الغواصات (ELF) التي تبنيها بعض القوات البحرية للتواصل مع غواصاتها على أعماق كبيرة، والتي تستخدم هوائيات ثنائي القطب أرضية ضخمة بطول 20-60 كم مع أجهزة إرسال بقدرة ميغاواط، لكنها تنقل البيانات بمعدل بطيء جدًا لا يتجاوز 1 بت في الدقيقة (حوالي 5 دقائق لكل حرف).
تُحدَّد أعلى الترددات المفيدة في الاتصالات اللاسلكية من خلال امتصاص الغلاف الجوي لطاقة الموجات الدقيقة. فعند تجاوز التردد 30 جـ هز (بداية نطاق موجات المليمتر)، تبدأ الغازات الجوية بامتصاص كميات متزايدة من الطاقة، مما يؤدي إلى تناقص قوة الموجات الراديوية بشكل أسّي مع زيادة المسافة عن هوائي الإرسال. عند تردد 30 جـ ه، يقتصر نطاق الاتصال الفعّال على حوالي 1 كم، ويستمر هذا النطاق في التناقص مع ازدياد التردد. أما في نطاق التيراهرتز فوق 300 جـ ه، فإن الموجات الراديوية تتلاشى تماماً خلال بضعة أمتار بسبب امتصاص الإشعاع الكهرومغناطيسي من قبل الغلاف الجوي (خاصة بفعل الأوزون وبخار الماء وثاني أكسيد الكربون)، حيث يصبح الغلاف الجوي معتماً تماماً للإشعاعات الكهرومغناطيسية، حتى يعود للشفافية مرة أخرى عند الاقتراب من نطاقات الأشعة تحت الحمراء القريبة ونطاق النافذة البصرية.

## النطاق
النطاق الراديوي هو نطاق ترددي صغير مُحدد كقناة اتصال. لتجنب التداخل ولضمان الاستخدام الفعال للطيف الراديوي، يتم تخصيص نطاقات منفصلة للخدمات المتشابهة. على سبيل المثال، تُخصص نطاقات ترددية غير متداخلة للبث الإذاعي والاتصالات المتنقلة وأجهزة الملاحة.

### تنظيم النطاقات
بالنسبة لكل نطاق راديوي، لدى الاتحاد الدولي للاتصالات خطة نطاق (أو خطة تردد) تُحدد كيفية استخدامه ومشاركته، لتجنب التداخل وتحديد البروتوكول للتوافق بين أجهزة الإرسال والاستقبال.
كعُرف متّبع، يقسم الاتحاد الدولي للاتصالات الطيف الراديوي إلى 12 نطاقًا، يبدأ كل منها عند طول موجي يُمثل قوة للعدد عشرة ({\displaystyle 10^{n}}) متر، أو ما يقابله تردد قدره ({\displaystyle 3*10^{8-n}}) هرتز، ويغطي كل نطاق عقدة كاملة من الترددات أو الأطوال الموجية. ويحمل كل من هذه النطاقات اسمًا تقليديًا. فعلى سبيل المثال، يُشير مصطلح التردد العالي (HF) إلى نطاق الأطوال الموجية من 100 إلى 10 أمتار، بما يعادل نطاق ترددات من 3 إلى 30 ميجاهرتز. وهذا مجرد اصطلاح رمزي ولا علاقة له بالتخصيص؛ حيث يقسم الاتحاد الدولي للاتصالات كل نطاق بدوره إلى نطاقات فرعية تُخصص لخدمات مختلفة. أما فوق 300 جيجاهرتز، فإن امتصاص الغلاف الجوي للأرض للإشعاع الكهرومغناطيسي يصبح شديدًا لدرجة أن الغلاف الجوي يصبح فعليًا معتمًا، حتى يعود للشفافية مرة أخرى عند نطاقات ترددات النافذة البصرية والأشعة تحت الحمراء القريبة.
| إسم النطاقإسم النطاق                     | الاختصار | رقم نطاق الاتحاد الدولي للاتصالات | التردد والطول الموجي                | مثال تطبيقات |
| ---------------------------------------- | -------- | --------------------------------- | ----------------------------------- | --- |
| تردد متطرف الانخفاض                      | ELF      | 1                                 | 3–30 هز 100,000–10,000 كـم (100 Mm) | Communication with submarines |
| Super low frequency                      | SLF      | 2                                 | 30–300 هز 10,000–1,000 كـم (10 Mm)  | Communication with submarines |
| تردد بالغ الانخفاض ‏                      | ULF      | 3                                 | 300–3,000 هز 1,000–100 كـم (1 Mm)   | Communication with submarines, communication within mines، landline telephony، fax machines, fiber-optic communication |
| تردد شديد الانخفاض                       | VLF      | 4                                 | 3–30 كـهز 100–10 كـم                | Navigation، time signals, communication with submarines, landline telephony, wireless heart rate monitors, geophysics |
| تردد منخفض                               | LF       | 5                                 | 30–300 كـهز 10–1 كـم                | Navigation, time signals, AM longwave broadcasting (Europe and parts of Asia), RFID، amateur radio. |
| تردد متوسط                               | MF       | 6                                 | 300–3,000 كـهز 1,000–100 م          | AM (medium wave) broadcasts, amateur radio, avalanche beacons، magnetic resonance imaging، positron emission tomography، electrical telegraph، wireless telegraphy، radioteletype، dial-up internet. |
| تردد مرتفع                               | HF       | 7                                 | 3–30 مجهز 100–10 م                  | Shortwave broadcasts, citizens band radio, amateur radio, over-the-horizon aviation communications, RFID، over-the-horizon radar، automatic link establishment (ALE) / near-vertical incidence skywave (NVIS) radio communications, marine and mobile radio telephony، تصوير مقطعي محوسب، magnetic resonance imaging، positron emission tomography، ultrasound، cordless phones. |
| تردد شديد الارتفاع                       | VHF      | 8                                 | 30–300 مجهز 10–1 م                  | FM broadcasts, television broadcasts, cable television broadcasting, radars, line-of-sight ground-to-aircraft communications، aircraft-to-aircraft communications، emergency locator beacon homing signal, radioteletype, land mobile and maritime mobile communications, amateur radio, police, fire and emergency medical services broadcasts، weather radio، تصوير مقطعي محوسب، magnetic resonance imaging، positron emission tomography، ultrasound، cordless phones. |
| تردد بالغ الارتفاع                       | UHF      | 9                                 | 300–3,000 مجهز 100–10 سـم           | Television broadcasts, cable television broadcasting, microwave oven, radars, microwave devices/communications, radio astronomy, radars (نطاق إل), mobile phones, wireless LAN، بلوتوث، زيجبي، GPS and two-way radios such as land mobile, emergency locator beacon، FRS and GMRS radios, amateur radio, satellite radio، police, fire and emergency medical services broadcasts, remote control systems, ADSB، cordless phones، internet، dial-up internet, satellite broadcasting, communication satellites, weather satellites, satellite phones (L band), satellite phones (نطاق إس). |
| تردد فائق الارتفاع                       | SHF      | 10                                | 3–30 جـهز 10–1 سـم                  | Radio astronomy, microwave devices/communications, wireless LAN, DSRC, most modern radars, communications satellites, cable and satellite television broadcasting, DBS, amateur radio, satellite broadcasting, communication satellites, weather satellites, satellite radio, cordless phones، internet, satellite phones (S band). |
| تردد متطرف الارتفاع                      | EHF      | 11                                | 30–300 جـهز 10–1 مـم                | Radio astronomy, satellite broadcasting, communication satellites, weather satellites, high-frequency microwave radio relay, microwave remote sensing، directed-energy weapon، millimeter wave scanner، Wireless Lan 802.11ad, internet. |
| Terahertz or tremendously high frequency | THF      | 12                                | 300–3,000 جـهز 1–0.1 مـم            | Experimental medical imaging to replace X-rays, ultrafast molecular dynamics, condensed-matter physics، terahertz time-domain spectroscopy, terahertz computing/communications, remote sensing |